# Goniocraspedon subdentata
Goniocraspedon subdentata là một loài bướm đêm trong họ Erebidae.